# ياسمين حنوش
ياسمين حنوش أكاديمية ومترجمة عراقية. ولدت في البصرة عام 1978. وانتقلت إلى الولايات المتحدة عام 1995، وحصلت على درجة البكالوريوس، الماجستير والدكتوراه (في دراسات الشرق الأوسط) من جامعة ميشيغان. عنوان الأطروحة الدكتوراه المقدمة عام 2008، كان «سياسات الأقليات: الكلدان بين العراق وأمريكا». وهي حاليا أستاذة اللغة العربية في جامعة ولاية بورتلاند.
هي أيضا مترجمة لأعمال أدبية من العربية إلى الإنجليزية. في عام 2002، حصلت على جائزة جامعة أركنساس للترجمة العربية على الفتيت المبعثر، رواية للكاتب العراقي محسن الرملي. في عام 2010، وفازت ياسمين بزمالة من الصندوق الوطني للفنون لترجمة إغلاق عينيه، وجمع قصة قصيرة للكاتب ومواطنها وابن مدينتها لؤي حمزة عباس.